# Шлемко Володимир Теофілович
Шлемко Володимир Теофілович (нар. 14 січня 1955, Мигове, Вижницький район, Чернівецька область) — народний депутат України 1-го скликання, член Комісії ВР України з питань культури та духовного відродження, актор Івано-Франківського обласного музично-драматичного театру імені Івана Франка; магістр державного управління.

## Біографічні відомості
Народився в сім'ї службовців. Навчався в Чернівецькому будівельному технікумі у 1969-1972 рр, а згодом вступив на акторський факультет Харківського інституту мистецтв. З 1972 — працював монтажником будівельних конструкцій у Кам'янець-Подільському ПМК № 225. У 1983 році приходить до Івано-Франківського обласного музично-драматичного театру, в якому зіграв провідні ролі у виставах «Ніч перед різдвом» (М. Гоголь), «За двома зайцями» (М. Старицький) та ін.
У 1989 році створює Галицький молодіжний театр-студію, де ставить п'єси «Розрита могила» (Т. Шевченко) та «Стрільці січовії». У 1990 р. — обраний народним депутатом України. У 1992 призначений начальником управління культури Івано-Франківської облдержадміністрації. З 1995 — старший консультант відділу загальних проблем національної безпеки Національного інституту стратегічних досліджень при Раді національної безпеки і оборони України.